# NGC 3953
NGC 3953 est une galaxie spirale barrée relativement rapprochée et située dans la constellation de la Grande Ourse. NGC 3953 a été découverte par l'astronome français Pierre Méchain en 1781.

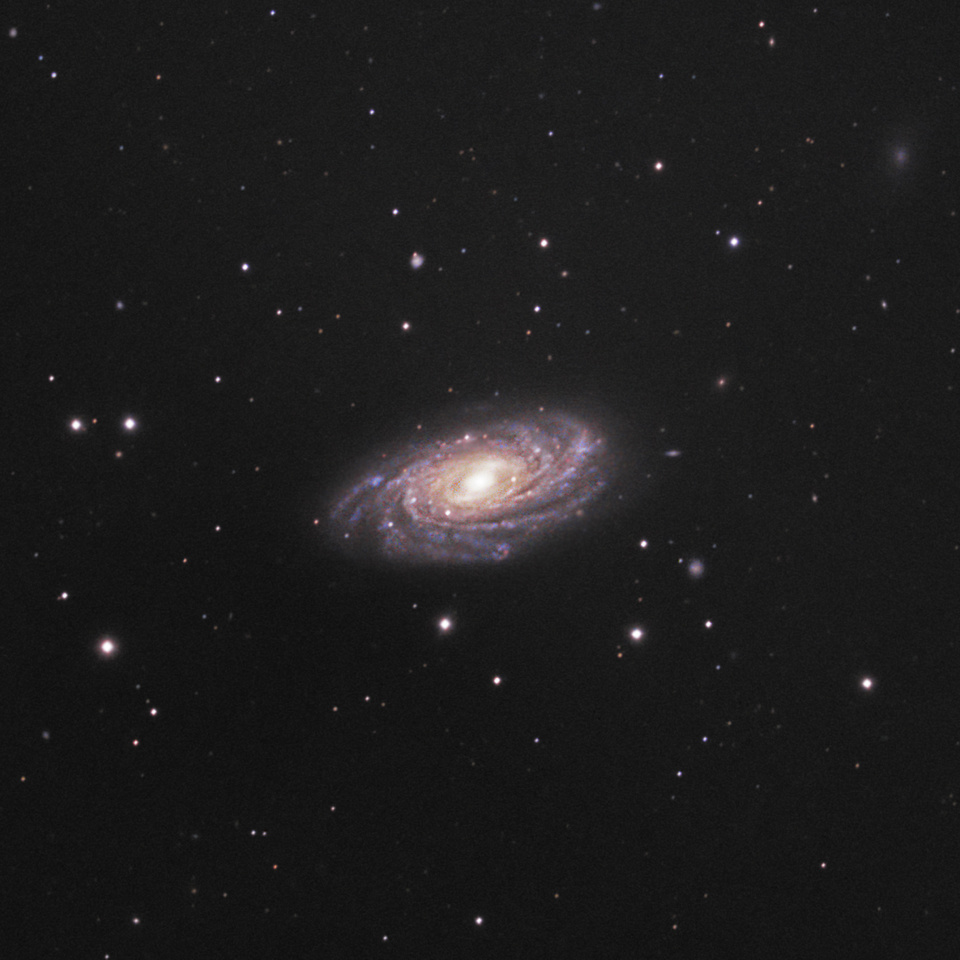
NGC 3953 par un astronome amateur.

## Caractéristiques
La classe de luminosité de NGC 3953 est II-III et elle présente une large raie HI. Elle renferme également des régions d'hydrogène ionisé. De plus, c'est une galaxie LINER, c'est-à-dire une galaxie dont le noyau présente un spectre d'émission caractérisé par de larges raies d'atomes faiblement ionisés.

### Distance
Sa vitesse par rapport au fond diffus cosmologique est de 1 236 ± 13 km/s, ce qui correspond à une distance de Hubble de 18,22 ± 1,29 Mpc (∼59,4 millions d'al).
À ce jour, 33 mesures non basées sur le décalage vers le rouge (redshift) donnent une distance de 16,588 ± 3,398 Mpc (∼54,1 millions d'al), ce qui est à l'intérieur des valeurs de la distance de Hubble. Mais, puisque cette galaxie est relativement rapprochée du Groupe local, il est probable que cette valeur soit plus près de la distance réelle de NGC 3953. Notons que c'est avec la valeur moyenne des mesures indépendantes, lorsqu'elles existent, que la base de données NASA/IPAC calcule le diamètre d'une galaxie.

### Morphologie
NGC 3953 a été utilisée par Gérard de Vaucouleurs comme une galaxie de type morphologique SB(r)bc dans son atlas des galaxies,.

### Luminosité dans l'infrarouge
La luminosité la galaxie NGC 3953 dans l'infrarouge lointain (de 40 à 400 µm)  est égale à 1,12 × 1010 {\displaystyle L_{\odot }} (1010,05{\displaystyle L_{\odot }}) et sa luminosité totale dans l'infrarouge (de 8 à 1 000 µm) est de 1,23 × 1010 {\displaystyle L_{\odot }} (1010,09{\displaystyle L_{\odot }}).

## Note historique
Jusqu'en 2006, on pensait que l'observation de Méchain était M109 (NGC 3992), mais il s'avère que c'était plutôt NGC 3953. Voir l'article de M109 pour de plus amples informations.

## Trou noir supermassif
Selon une étude publiée en 2009 et basée sur la vitesse interne de la galaxie mesurée par le télescope spatial Hubble, la masse du trou noir supermassif au centre de NGC 3953 serait comprise entre 12 millions et 45 millions de {\displaystyle M_{\odot }}.
Si on se base sur les mesures de luminosité de la bande K de l'infrarouge proche du bulbe de NGC 3953, on obtient une valeur de 107,2 {\displaystyle M_{\odot }} (16 millions de masses solaires) pour le trou noir supermassif qui s'y trouve.

## Supernova
Deux supernovas ont été découvertes dans NGC 3953 : SN 2001dp et SN 2006bp

### SN 2001dp
Cette supernova a été découverte le 12 août 2001 par Marco Migliardi et E. Dal Farra de Tourtour en Haute-Provence (France). Son spectre ressemblait à celui d'une supernova de type Ia.

### SN 2006bp
Cette supernova a été découverte le 9 avril 2006 à Yamagata au Japon par l'astronome japonais Koichi Itagaki. Cette supernova était de type II.

## Groupe de M109 et de M101
NGC 3953 fait partie d'un vaste groupe de galaxies qui compte au moins 41 membres, le groupe de M109 (NGC 3992). On retrouve parmi ses membres les galaxies NGC 3726, NGC 3782, NGC 3870, NGC 3877, NGC 3893, NGC 3896, NGC 3917, NGC 3922, PGC 37217 (identifié faussement à NGC 3924), NGC 3928, NGC 3931, NGC 3949, NGC 3985, M109 (NGC 3992), NGC 4010, NGC 4026, NGC 4085, NGC 4088, NGC 4100, NGC 4102, NGC 4142, NGC 4157, NGC 4217 et NGC 4220.
D'autre part, dans un article publié en 1998, Abraham Mahtessian indique que NGC 3953 fait aussi partie d'un groupe plus vaste qui compte plus de 80 galaxies, le groupe de M101. Plusieurs galaxies de la liste de Mahtessian se retrouvent également dans d'autres groupes décrits par A.M. Garcia, soit le groupe de NGC 3631, le groupe de NGC 3898, le groupe de M109 (NGC 3992), le groupe de NGC 4051, le groupe de M106 (NGC 4258) et le groupe de NGC 5457.
Plusieurs galaxies des six groupes de Garcia ne figurent pas dans la liste du groupe de M101 de Mahtessian. Il y a plus de 120 galaxies différentes dans les listes des deux auteurs. Puisque la frontière entre un amas galactique et un groupe de galaxie n'est pas clairement définie (on parle de 100 galaxies et moins pour un groupe), on pourrait qualifier le groupe de M101 d'amas galactique contenant plusieurs groupes de galaxies.

## Amas de la Grande Ourse et superamas de la Vierge
Les groupes de M109 et de M101 font partie de l'amas de la Grande Ourse, l'un des amas galactiques du superamas de la Vierge.